# Rina Franchetti
Rina Franchetti, pseudonimo di Ester Girgenti (Napoli, 23 dicembre 1907 – Formello, 18 agosto 2010), è stata un'attrice italiana.
Era la madre dell'attrice Sara Franchetti.

## Biografia
Figura tra le più rappresentative del teatro novecentesco, esordì sui palcoscenici nella compagnia di Luigi Pirandello, lavorando poi accanto a Lamberto Picasso. Al cinema esordì nel 1932 con il film comico Due cuori felici (1932) di Baldassarre Negroni nella parte di co-protagonista, ma inizialmente la sua attività sul grande schermo fu molto frammentaria.

Silvio Gigli con le attrici del varietà radiofonico Rai del venerdì, "Briscola", Wanda Tettoni, Clely Fiamma, Ria Saba, Giusi Raspani Dandolo, Isa Bellini, Rina Franchetti 1950

Vi ritornò in maniera più assidua solamente negli anni del dopoguerra, apparendo in pellicole molto famose e particolarmente rappresentative, come La provinciale (1953) di Mario Soldati o La dolce vita (1960) di Federico Fellini, in un ruolo di secondo piano ma notevolmente significativo.
Fu inoltre attrice di prosa sotto contratto con la Rai: apparve infatti in numerosi sceneggiati e serie televisive, fra le quali nel 1955 Piccole donne, regia di Anton Giulio Majano, nel 1962 Il caso Maurizius, ancora con Majano, nel 1965 Resurrezione, regia di Franco Enriquez, e, nel 1967, La fiera della vanità, diretta nuovamente da Majano.
Dalla seconda metà degli anni settanta la sua carriera cinematografica andò rapidamente declinando.
Dalla voce melodica e ben impostata, (lavorò anche come doppiatrice ma essenzialmente di caratteriste di secondo piano), fu impegnata frequentemente nella prosa radiofonica dell'EIAR e della Rai, sin dai primi anni trenta.
Nel 1985 prese parte al varietà radiofonico Lagrime in onda su Radio 1 nella parte della nonna di Diego Cugia, autore e conduttore del programma insieme a Massimo Catalano. Nel 1988 prese parte allo spettacolo Donna Pirandello, per la regia di Aldo Sarullo.
Rimase in attività fino alla sua morte, avvenuta all'età di centodue anni.

## Filmografia
- Due cuori felici, regia di Baldassarre Negroni (1932)
- La segretaria per tutti, regia di Amleto Palermi (1933)
- La provincialina (Die Unschuld vom Lande), regia di Carl Boese (1933)
- Frontiere, regia di Mario Carafoli e Cesare Meano (1934)
- L'amor mio non muore!, regia di Giuseppe Amato (1938)
- Campo de' fiori, regia di Mario Bonnard (1943)
- Cuore, regia di Duilio Coletti e Vittorio De Sica (1948)
- Donne e briganti, regia di Mario Soldati (1950)
- La domenica della buona gente, regia di Anton Giulio Majano (1953)
- La corda d'acciaio, regia di Carlo Borghesio (1953)
- La provinciale, regia di Mario Soldati (1953)
- Ti ho sempre amato!, regia di Mario Costa (1953)
- Questi fantasmi, regia di Eduardo De Filippo (1954)
- Vacanze d'amore (Village magique), regia di Jean-Paul Le Chanois (1955)
- L'angelo bianco, regia di Raffaello Matarazzo (1955)
- L'ultimo amante, regia di Mario Mattoli (1955)
- Il sicario, regia di Damiano Damiani (1960)
- La mano calda (La main chaude), regia di Gérard Oury (1960)
- La dolce vita, regia di Federico Fellini (1960)
- Seddok, l'erede di Satana, regia di Anton Giulio Majano (1960)
- Gioventù di notte, regia di Mario Sequi (1961)
- Barabba, regia di Richard Fleischer (1961)
- Un giorno da leoni, regia di Nanni Loy (1961)
- Il treno del sabato, regia di Vittorio Sala (1964)
- Tre notti d'amore, regia di Renato Castellani, Luigi Comencini e Franco Rossi (1964)
- Le colt cantarono la morte e fu... tempo di massacro, regia di Lucio Fulci (1966)
- Il padre di famiglia, regia di Nanni Loy (1967)
- Il pistolero segnato da Dio, regia di Giorgio Ferroni (1968)
- Cuore di mamma, regia di Salvatore Samperi (1969)
- Un omicidio perfetto a termine di legge, regia di Tonino Ricci (1971)
- Tutti figli di mammasantissima, regia di Alfio Caltabiano (1973)
- Come fu che Masuccio Salernitano, fuggendo con le brache in mano, riuscì a conservarlo sano, regia di Silvio Amadio (1973)
- Quando l'amore è sensualità, regia di Vittorio De Sisti (1973)
- Number one, regia di Gianni Buffardi (1973)
- Un tipo con una faccia strana ti cerca per ucciderti, regia di Tulio Demicheli (1973)
- Storia di una monaca di clausura, regia di Domenico Paolella (1973)
- Delitto d'amore, regia di Luigi Comencini (1974)
- Il Saprofita, regia di Sergio Nasca (1975)
- La paura dietro la porta (Au-delà de la peur), regia di Yannick Andréi (1975)
- Il mio uomo è un selvaggio (Le sauvage), regia di Jean-Paul Rappeneau (1975)
- La verginella, regia di Mario Sequi (1976)
- La segretaria privata di mio padre, regia di Mariano Laurenti (1976)
- Il caso Graziosi, regia di Michele Massa (1981) – film TV
- Adelmo, regia di Rocco Mortelliti (1988)
- Basta! Adesso tocca a noi, regia di Luciano Emmer (1990)

## Teatro
- I fisici di Friedrich Dürrenmatt, regia di Franco Enriquez. Teatro Gobetti, Torino, 20 novembre 1965.
- Donna Pirandello di Aldo Sarullo, regia dell'autore. Teatro Metropolitan, Palermo (1988)

## Prosa radiofonica

### EIAR
- La locanda della luna di Guido Cantini, regia Nunzio Filogamo, trasmessa il 3 febbraio 1941.

### Rai
- Settantasette lodole e un marito di Giulio Bucciolini e L. Ugolini, regia di Nino Meloni, trasmessa il 28 dicembre 1945.
- Il ragioniere fantasma di Age e Flan, trasmessa il 4 marzo 1946.
- Il ladro di ragazzi di Jules Supervielle, regia di Enzo Ferrieri, trasmessa 15 gennaio 1951.
- Anna Peters di Wiers Jenssen, regia di Claudio Fino, trasmessa il 25 gennaio 1951.
- Liebelei di Arthur Schnitzler, regia di Enzo Ferrieri, trasmessa il 17 settembre 1952.
- Lo scapolo di Ivan Turgenev, regia di Pietro Masserano Taricco, 20 gennaio 1953.
- Faust di Goethe, regia di Corrado Pavolini, trasmessa il 14 ottobre 1953.
- Le Dame e gli Ussari di Aleksander Fredro, regia di Pietro Masserano Taricco, trasmessa il 5 ottobre 1955.
- L'arpa d'erba, commedia di Truman Capote, regia di Anton Giulio Majano, trasmessa il 24 febbraio 1956.
- Tutto per bene, commedia di Luigi Pirandello, regia di Enzo Ferrieri, trasmessa il 3 aprile 1956.

## Prosa televisiva Rai
- Le baruffe chiozzotte di Goldoni, regia di Carlo Lodovici, trasmessa il 26 luglio 1955.
- Il serpente a sonagli di Edoardo Anton, regia di Anton Giulio Majano, trasmessa il 19 ottobre 1956.
- Il cuore del mondo, regia di Mario Landi, trasmessa il 4 luglio 1958.
- Più rosa che giallo, regia di Alberto Bonucci, trasmessa dal 12 giugno al 24 luglio 1962.
- Il cocomero, regia di Carlo Lodovici, trasmessa il 16 agosto 1962.
- L'Arlesiana di Alphonse Daudet, regia di Carlo Lodovici, trasmessa l'8 marzo 1963.
- Nozze di sangue di García Lorca, regia di Vittorio Cottafavi, trasmessa il 3 maggio 1963.
- La via della salute, regia di Carlo Lodovici, trasmessa il 3 aprile 1964.
- Il giocatore, regia di Edmo Fenoglio, trasmesso nel febbraio 1965.
- Congedo di Renato Simoni, regia di Carlo Lodovici, trasmessa il 28 gennaio 1966.
- Il fischietto d'argento, regia di Carlo Di Stefano, trasmessa il 20 gennaio 1967.